# Rhamphomyia hagoromo
Rhamphomyia hagoromo är en tvåvingeart som beskrevs av Saigusa 1963. Rhamphomyia hagoromo ingår i släktet Rhamphomyia och familjen dansflugor. Inga underarter finns listade i Catalogue of Life.